# Tomaž Kozlevčar
Tomaž Kozlevčar, slovenski vokalist (bariton), pianist, skladatelj, aranžer in zborovodja, * 8. december 1956, Ljubljana. 
Študiral je glasbeno pedagogiko pa tudi kompozicijo pri prof. Alojzu Srebotnjaku na ljubljanski Akademiji za glasbo. Kot glasbenik je sodeloval pri albumih mnogih zasedb in glasbenikov, tudi z Bojanom Adamičem, Janijem Golobom in Jožetom Privškom ter Plesnim orkestrom RTV Slovenija. Napisal ali priredil je okoli 450 glasbenih del.
Poročen je z Evo Kozlevčar in ima sinova Nina in Sama ter hčerko Kim.
Tako ali drugače je sodeloval je pri mnogih skupinah:
- E.T. (Eva in Tomaž)
- Prelom
- Black & White
- Igra
- Cafe oziroma od dalje 1989 Caffe
- New Swing Quartet
- Perpetuum Jazzile (umetniški vodja do januarja 2011)[2]
- Xplozion
- Vokalna skupina Pinocchio (umetniški vodja)
- Time to Time
- Vox Arsana  (umetniški vodja)
- XXL vokalna skupina [3]

## Uspešnice
- Ljubezen iz šolskih dni (1977)
- Prisluhni školjki (1985)
- Igra
- Čudna noč
- Africa (2008)